# Запис Марјановића трешња (Вукманово)
Запис Марјановића трешња (Вукманово) се налази на парцели чији је власник Марјановић Милица.

## Локација
| Општина             | Ниш-Палилула                                                     |
| Катастарска општина | Вукманово                                                        |
| Потес               | Оштра чука                                                       |
| Координате          | 43° 16′ 24″ С; 21° 57′ 27″ И / 43.273299999999999° С; 21.9575° И |
| Надморска висина    | 416m                                                             |

## Карактеристике
Дендрометријске вредности утврђене на терену и сателитским снимцима:
| Стабло                     | Трешња |
| Висина стабла              | m      |
| Обим дебла                 | m      |
| Пречник крошње             | 8m     |
| Пречник дебла              | m      |
| Висина дебла до прве гране | m      |

## База записа
Запис је у оквиру Викимедија пројекта "Запис - Свето дрво" заведен под редним бројем 1022.